# 4389 Durbin
4389 Durbin је астероид главног астероидног појаса чија средња удаљеност од Сунца износи 2,915 астрономских јединица (АЈ).
Апсолутна магнитуда астероида је 12,3.